# Väike-Kamari
Väike-Kamari is een plaats in de Estlandse gemeente Põltsamaa, provincie Jõgevamaa. De plaats heeft de status van dorp (Estisch: küla) en telt 195 inwoners (2021). Het dorp omsluit de plaats Kamari met 155 inwoners. Väike-Kamari betekent ‘Klein-Kamari’, maar het is zowel in oppervlakte als in inwoneraantal groter dan Kamari, hoewel dat de status van groter dorp (Estisch: alevik) heeft.

## Geschiedenis
Väike-Kamari werd in 1977 afgesplitst van Kamari. Bij Väike-Kamari hoort sindsdien ook de buurtschap Kaarlimõisa (ten zuiden van de stad Põltsamaa). Hier stond tussen 1888 en 1906 de Eesti Aleksandrikool, een basisschool waar Russisch de voertaal was, maar ook Estisch een verplicht vak was. Voor het Keizerrijk Rusland, waar Estland toen toe behoorde, was dat nieuw.

## Stuwmeer
Bij Väike-Kamari zijn in 1956 een stuwdam en een kunstmatig meer, het Kamarimeer (Estisch: Kamari järv), aangelegd. Bij de stuwdam is een waterkrachtcentrale. In 1971 werd de centrale stilgelegd, maar in 1999 herstart, met een tijdelijke onderbreking in de jaren 2006 en 2007, toen de bodem van het meer werd schoongemaakt.
Het meer is 22,1 ha groot en heeft vier eilandjes.